# Pulau Panjang Cerenti
Pulau Panjang Cerenti is een bestuurslaag in het regentschap Kuantan Singingi van de provincie Riau, Indonesië. Pulau Panjang Cerenti telt 1002 inwoners (volkstelling 2010).